# Jesper Lauridsen
Jesper Lauridsen (Herning, 27 marzo 1991) è un ex calciatore danese, di ruolo difensore.

## Carriera

### Club
Cresciuto nel settore giovanile del Midtjylland, dopo un’esperienza in prestito all’Hobro, con la squadra di Herning ha conquistato il primo storico campionato della storia del club.
Il 1º febbraio 2016 è stato ceduto per 400.000 euro all’Esbjerg, con cui ha firmato un triennale.

### Nazionale
Ha giocato nelle nazionali giovanili danesi Under-19, Under-20 ed Under-21.

## Statistiche

### Presenze e reti nei club
Statistiche aggiornate al 21 agosto 2018.
| Stagione           | Squadra            | Campionato         | Campionato | Campionato | Coppe nazionali | Coppe nazionali | Coppe nazionali | Coppe europee | Coppe europee | Coppe europee | Altre coppe | Altre coppe | Altre coppe | Totale | Totale |
| Stagione           | Squadra            | Comp               | Pres       | Reti       | Comp            | Pres            | Reti            | Comp          | Pres          | Reti          | Comp        | Pres        | Reti        | Pres   | Reti   |
| ------------------ | ------------------ | ------------------ | ---------- | ---------- | --------------- | --------------- | --------------- | ------------- | ------------- | ------------- | ----------- | ----------- | ----------- | ------ | ------ |
| 2010-2011          | Midtjylland        | SL                 | 5          | 1          | CD              | 2               | 0               | -             | -             | -             | -           | -           | -           | 7      | 1      |
| 2011-2012          | Midtjylland        | SL                 | 7          | 0          | CD              | 0               | 0               | UEL           | 1             | 0             | -           | -           | -           | 8      | 0      |
| 2012-2013          | Midtjylland        | SL                 | 13         | 1          | CD              | 2               | 0               | UEL           | 0             | 0             | -           | -           | -           | 15     | 1      |
| lug.-ago. 2013     | Midtjylland        | SL                 | 0          | 0          | CD              | 1               | 0               | -             | -             | -             | -           | -           | -           | 1      | 0      |
| ago. 2013-2014     | Hobro              | 1.D                | 27         | 1          | CD              | 3               | 0               | -             | -             | -             | -           | -           | -           | 30     | 1      |
| 2014-2015          | Midtjylland        | SL                 | 33         | 1          | CD              | 0               | 0               | UEL           | 2             | 1             | -           | -           | -           | 35     | 2      |
| 2015-feb. 2016     | Midtjylland        | SL                 | 7          | 0          | CD              | 2               | 0               | UCL+UEL       | 4+3           | 0             | -           | -           | -           | 16     | 0      |
| Totale Midtjylland | Totale Midtjylland | Totale Midtjylland | 65         | 3          |                 | 7               | 0               |               | 10            | 1             |             | -           | -           | 82     | 4      |
| feb.-giu. 2016     | Esbjerg            | SL                 | 15         | 0          | CD              | -               | -               | -             | -             | -             | -           | -           | -           | 15     | 0      |
| 2016-2017          | Esbjerg            | SL                 | 9+6        | 0          | CD              | 0               | 0               | -             | -             | -             | -           | -           | -           | 15     | 0      |
| 2017-2018          | Esbjerg            | 1.D                | 31+2       | 3          | CD              | 1               | 0               | -             | -             | -             | -           | -           | -           | 34     | 3      |
| 2018-2019          | Esbjerg            | SL                 | 6          | 0          | CD              | 0               | 0               | -             | -             | -             | -           | -           | -           | 6      | 0      |
| Totale Esbjerg     | Totale Esbjerg     | Totale Esbjerg     | 61+8       | 3          |                 | 1               | 0               |               | -             | -             |             | -           | -           | 70     | 3      |
| Totale carriera    | Totale carriera    | Totale carriera    | 153+8      | 7          |                 | 11              | 0               |               | 10            | 1             |             | -           | -           | 182    | 8      |

## Palmarès

### Club

#### Competizioni nazionali
- Campionato danese: 1

Midtjylland: 2014-2015
- Coppa di Danimarca: 1

Randers: 2020-2021
- 2. Division: 1

Esbjerg: 2023-2024